# کورتیوس (مورخ)

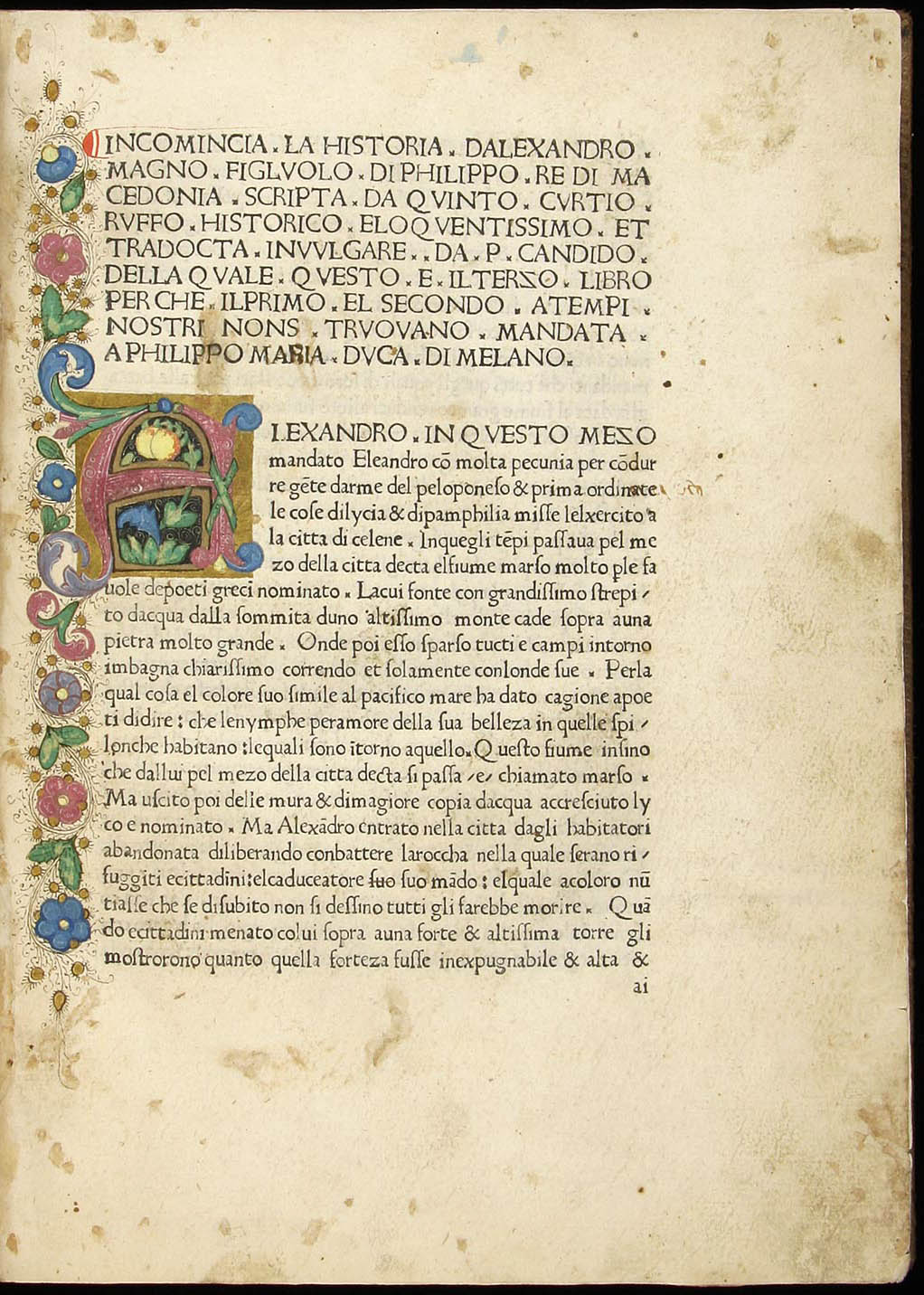
برگی از تاریخ کوینتوس کورتیوس

کوینتوس کورتیوس روفوس (به لاتین: Quintus Curtius Rufus) مورخ رومی است که به احتمال قریب به یقین در قرن اول میلادی می‌زیسته، مهم‌ترین تألیفات وی تاریخ اسکندر است که مشتمل بر ده کتاب بوده، لیکن تعدادی از این کتاب‌ها مفقود گردیده‌است. این مؤلف مباحثی از کتاب خود را اختصاص به آداب و سنن و اخلاق مقدونی‌ها داده که همین قسمت برای تاریخ ایران قدیم، می‌تواند مورد استفاده قرار گیرد.